# Acalyphin
Acalyphin ist ein cyanogenes Glycosid, das natürlich in einigen Pflanzen vorkommt. Die Zuckerkomponente ist Glucose. Weitere strukturell verwandte Verbindungen wie das Ricinin kommen in derselben Pflanzen-Unterfamilie vor.

## Vorkommen

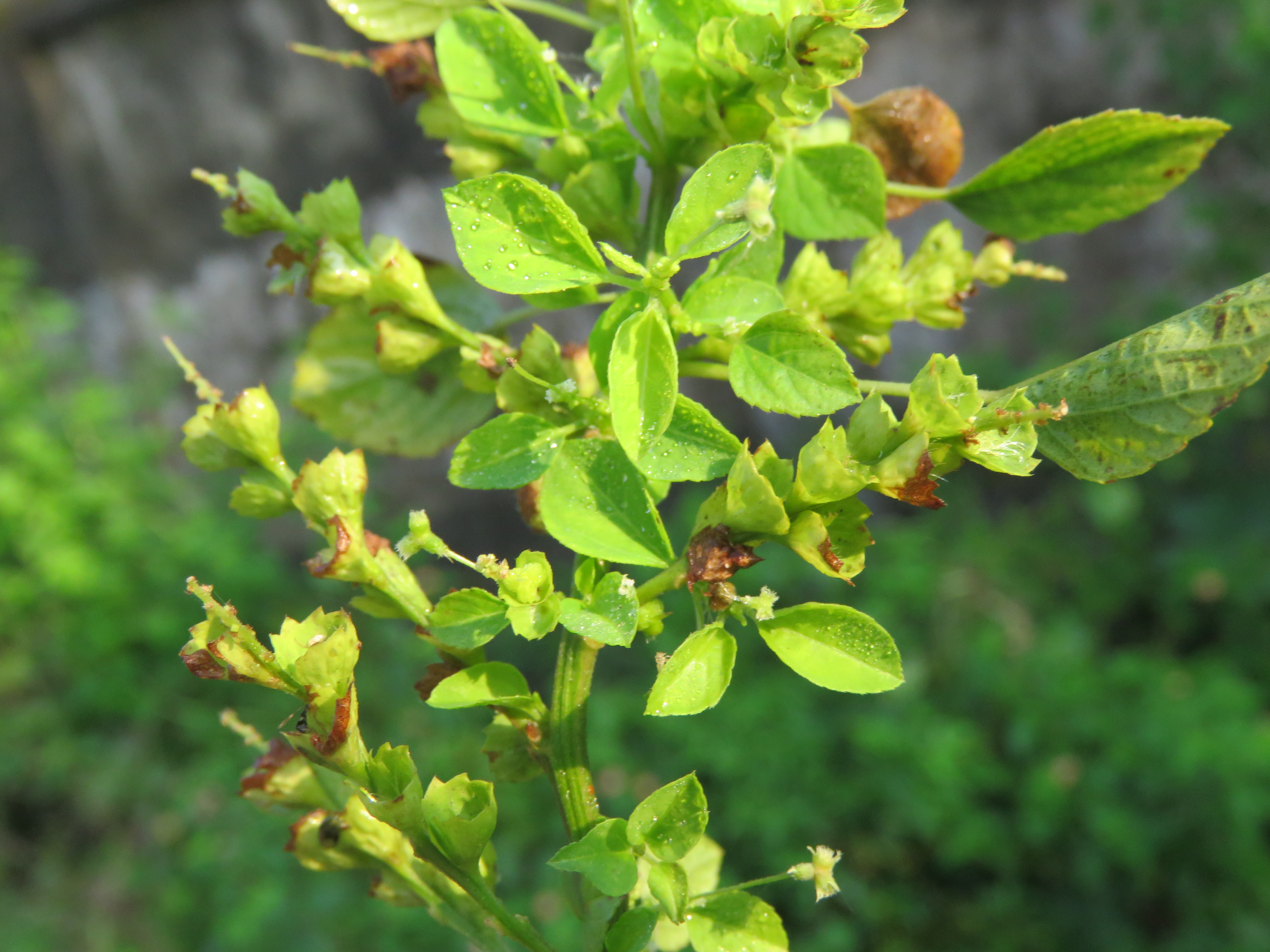
Acalypha indica

Pflanzenteile von Acalypha indica (Familie Euphorbiaceae) können Cyanwasserstoff freisetzen, wofür das cyanogene Glycosid Acalyphin verantwortlich ist, das in den oberirdischen Teilen der Pflanze enthalten ist. Acylyphin ist die mengenmäßig wichtigste cyanogene Verbindung in der Pflanze, daneben kommen jedoch noch einige weitere verwandte Verbindungen vor, bei denen beispielsweise die N-Methylgruppe fehlt. Cyanopyridon-Verbindungen sind typisch für die Pflanzen-Unterfamilie Acalyphoideae. Zu dieser Stoffgruppe gehört auch das Ricinin. Acalyphin kommt auch in Acalypha fruticosa vor.

## Eigenschaften
Acalyphin liegt als farbloser hygroskopischer Feststoff vor. In Wasser ist die Verbindung löslich und für längere Zeit stabil. Durch Zersetzung entstehen unter anderem Cyanwasserstoff und Glucose. Das Glycosid kann unter anderem durch eine Glucosidase abgebaut werden, die in derselben Pflanze vorkommt oder durch die Linamarase. In vitro zeigt die Verbindung mehrere biologische Aktivitäten, insbesondere entzündungshemmende Eigenschaften.